# 慈善医院 (塞维利亚)
37°23′2.9″N 5°59′44″W / 37.384139°N 5.99556°W

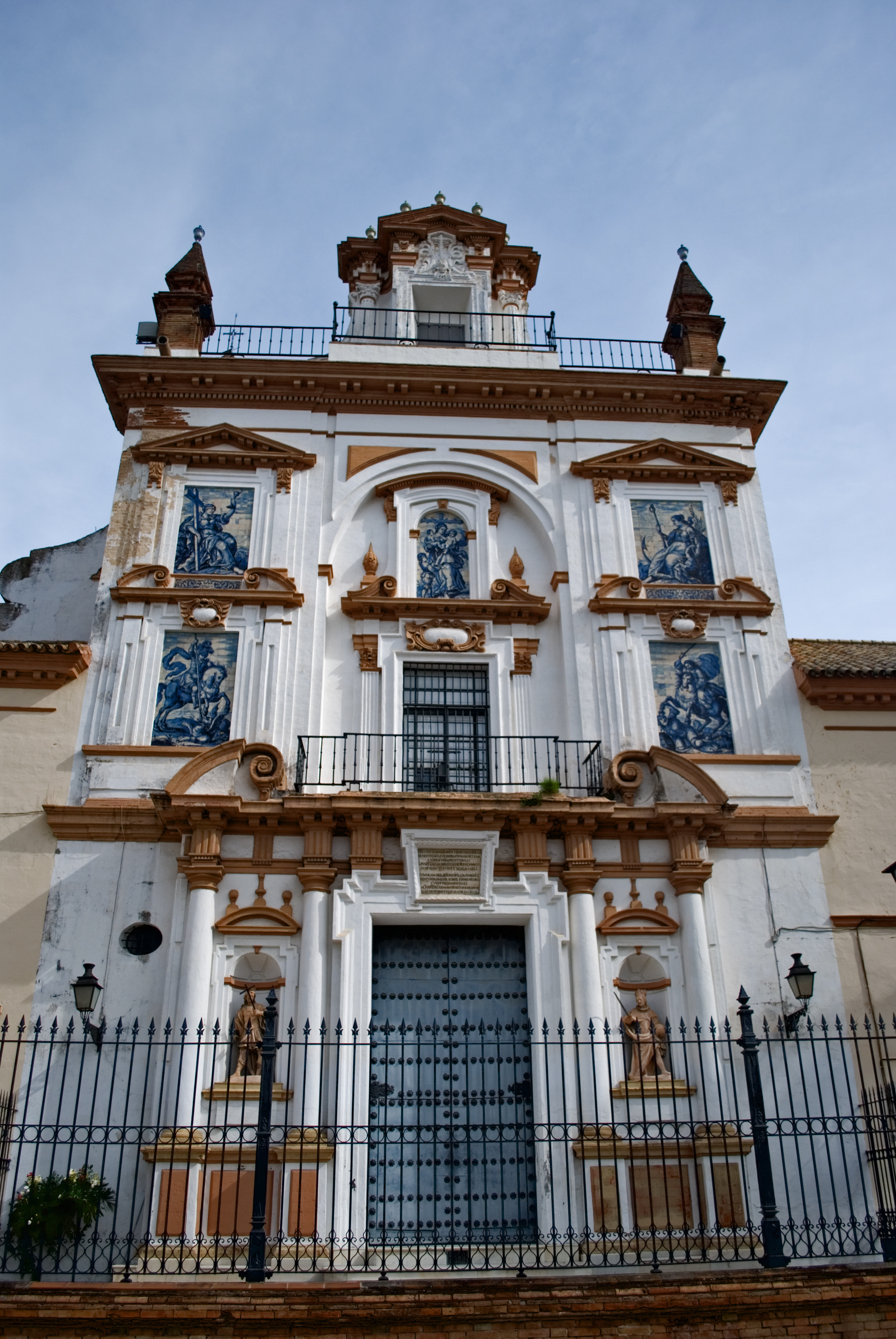
慈善教堂

慈善医院（Hospital de la Caridad）位于西班牙城市塞维利亚，慈善兄弟会（Hermandad）总部，是西班牙巴洛克艺术的建筑和艺术高峰。它坐落在阿雷纳（Arenal）街区，靠近皇家玛埃斯特朗萨斗牛场（Plaza de toros de la Real Maestranza de Caballería de Sevilla）。

## 慈善兄弟会
慈善兄弟会（Hermandad de la Santa Caridad）于15世纪中叶在塞维利亚创立，其职责是协助病人，埋葬被遗弃的死刑犯，以及为他们祈祷。坐落于皇家造船厂的圣乔治小堂。

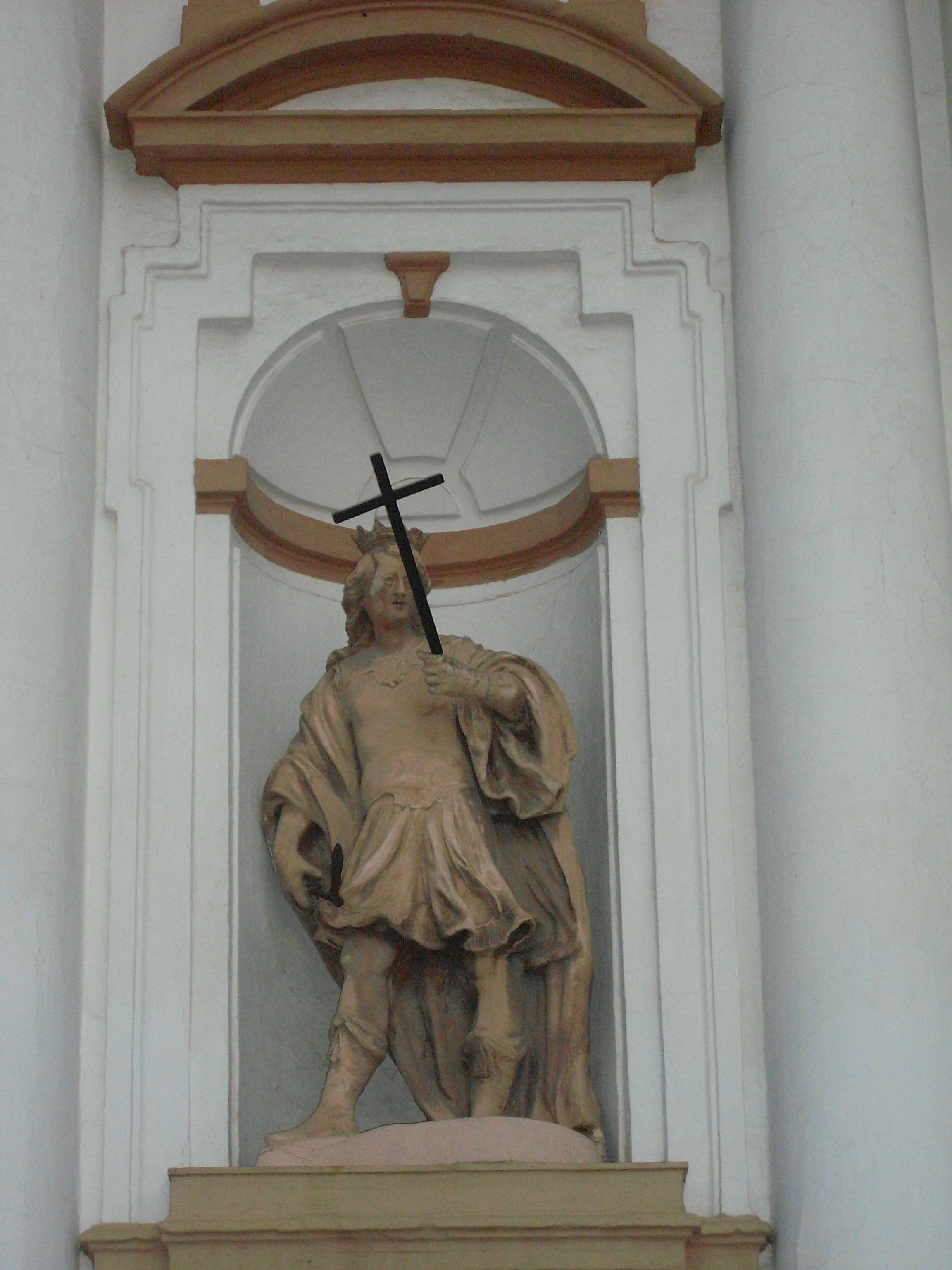
雕塑

## 建筑描述

### 建筑历史
在阿方索十世时，利用船厂的船舶建造了三个大型病房。1644年，因为旧小堂破损，他决定按照佩德罗桑切斯法尔科内的规划，建立一个新的教堂。 
1663年当选会长的米格尔马纳拉，促成了这项工程。

### 立面
该教堂的立面是塞维利亚巴洛克艺术的代表作，分为3层高。上面两层用瓷砖装饰，描绘圣乔治、圣雅各和三超德，信、望、爱。下面一层，门的两侧是斐迪南三世和圣埃梅内希尔多的雕塑。立面顶部是由铁栏杆阁楼，两侧是两个砖尖塔。

### 内部

#### 装饰

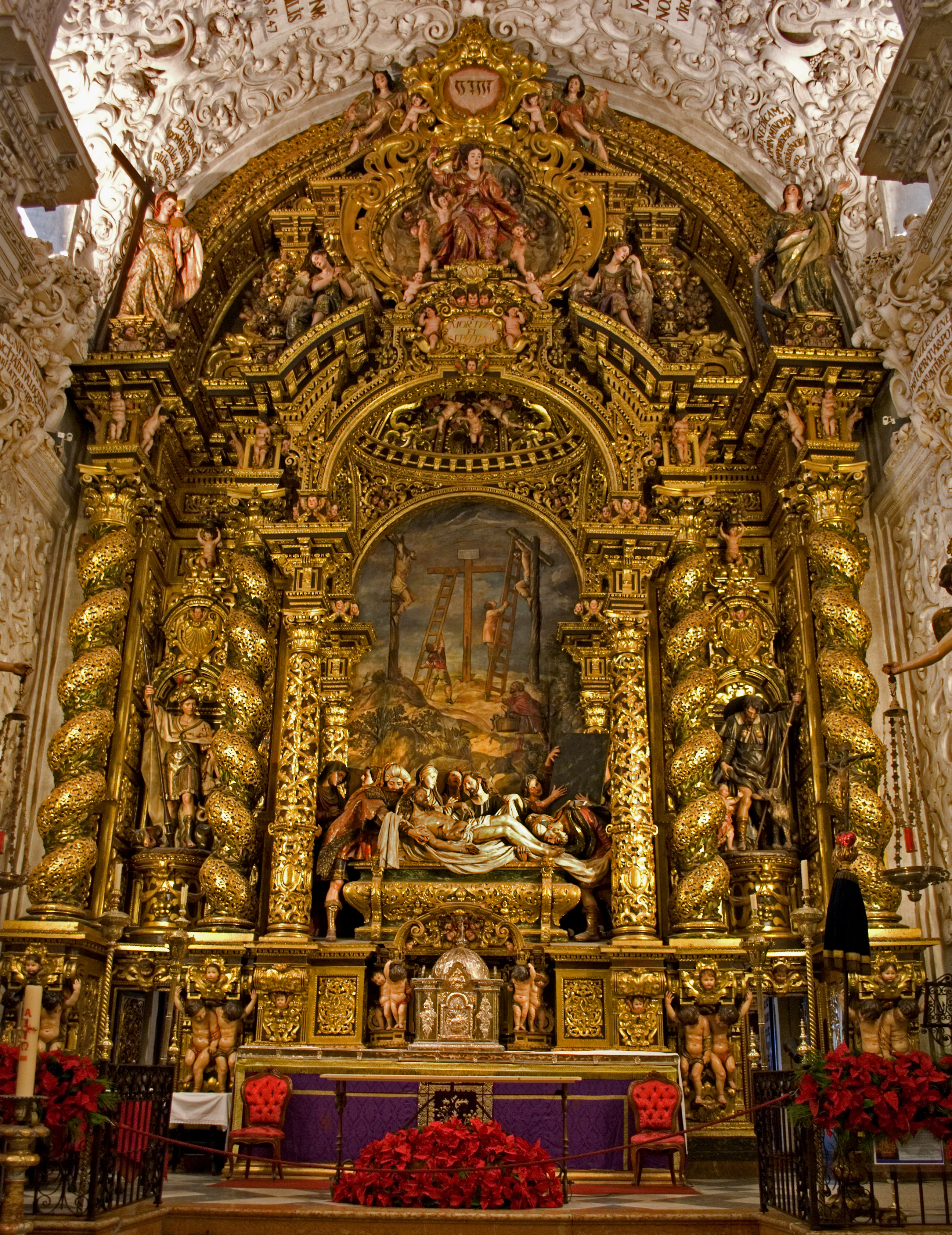
祭台

教堂内部装饰拥有许多著名的艺术家，例如巴托洛梅·埃斯特万·牟利罗、巴尔德斯·莱亚尔（Valdés Leal）、佩德罗·罗尔丹（Pedro Roldán）和贝尔纳·西门·皮内达（Bernardo Simón de Pineda）的杰作，题材都是关于基督教的慈善。 
在下部是巴尔德斯莱亚尔的两幅杰作，表现对死亡和灵性活动深刻的沉思《一眨眼之间》和《世界光荣的末日》（Finis gloriae mundi）。在唱经楼，也是巴尔德斯莱亚尔的作品，《圣十字架的胜利》。 
上部有牟利罗的6幅表现怜悯的绘画，其中4幅在1810年独立战争期间被法国元帅讓·德迪厄·蘇爾特盗走，随后骄傲地展示他在巴黎的家中。在他死后，这些画被他的继承人卖给世界上各博物馆：伦敦国家美术馆、渥太华国家美术馆、华盛顿国家美术馆和圣彼得堡埃尔米塔日博物馆
 。
起初，这些绘画被米格尔卢纳（Miguel Luna）的四幅圣经题材风景画所取代，更改了马纳拉采用肖像画的意图。2008年，又换上了牟利罗原画的复制品，以保持教堂完全使用肖像画。

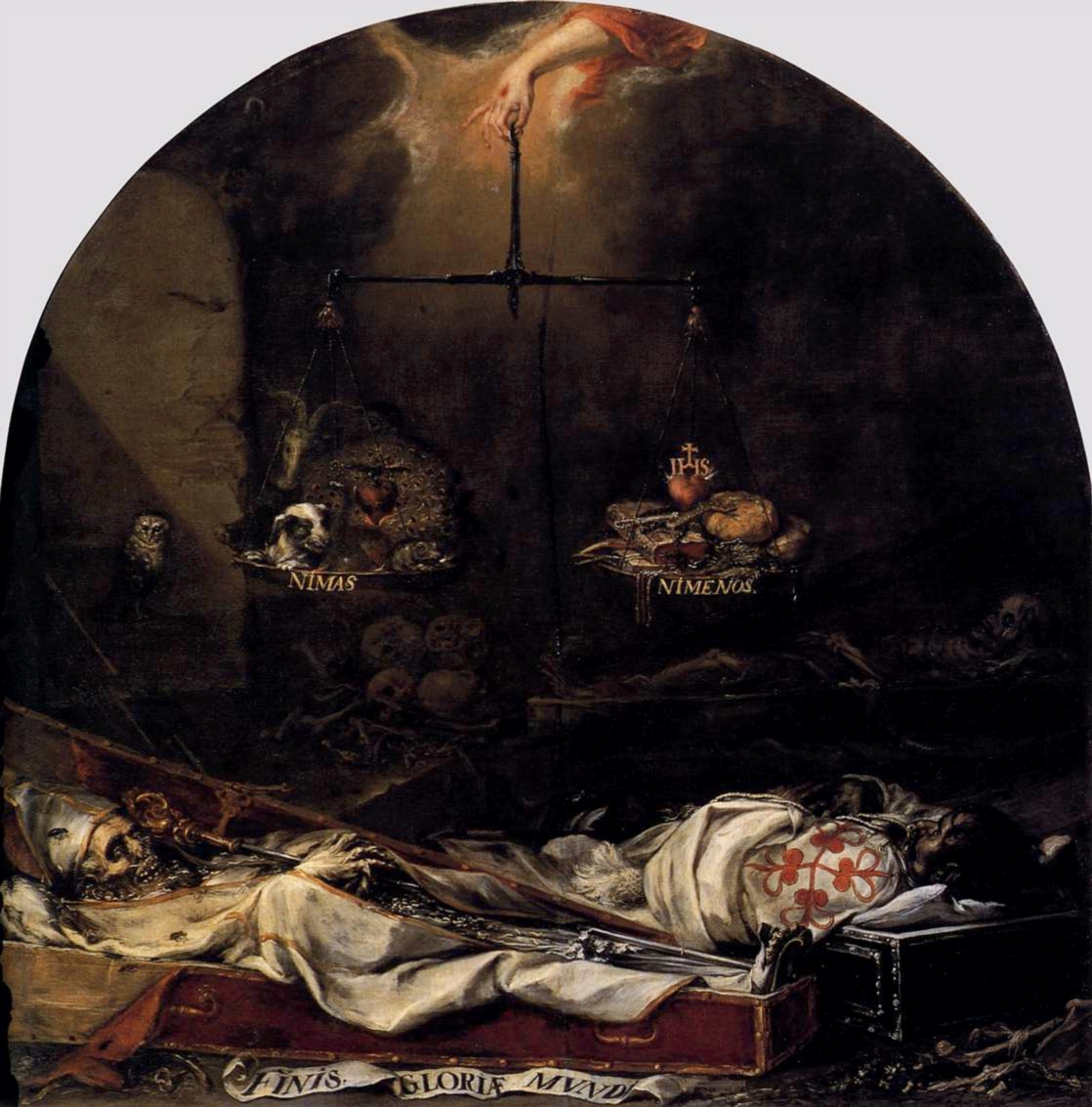
巴尔德斯·莱亚尔的《世界光荣的末日》

##### 祭台画
祭台画完成于1670年到1675年，是贝尔纳·西门·皮内达的作品，佩德罗·罗尔丹雕塑，巴尔德斯·莱亚尔上色。在其中心是一个美丽的大型雕塑群，表现基督的埋葬。在祭台顶部，描绘代表信，望，慈善，两侧是圣雅各和圣乔治的祭坛人物画。  

##### 左墙
在左侧墙上，是《亚伯拉罕欢迎三位天使》（Abraham recibe a tres ángeles）和《浪子回头》（Retorno del hijo pródigo），是牟利罗的怜悯系列画的一部分，目前分别位于渥太华国家艺术画廊，和华盛顿国家美术馆。在它们下面，原来是牟利罗画的圣约翰与病人，代表慈善兄弟会的职责，然后是西门皮内达设计的祭台，上面有牟利罗的画作《报喜》。在这一侧还有一个有趣的讲坛，雕塑是佩德罗罗尔丹的作品。 
然后，在上方是牟利罗两幅未被盗走的两幅较大的怜悯系列画：《摩西击打岩石出水》（Moisés haciendo brotar agua de la Roca），下方是西门·皮内达的祭台画《仁慈圣母》（Virgen de la Caridad），独特的雕塑是16世纪的作品，顶部是牟利罗的祭坛画《基督婴孩》（Niño Jesús）。

##### 右墙
在右侧墙壁，顶部是牟利罗的另外两幅怜悯系列画：《瘸子起来行走 》（El levantamiento del tullido）和《圣彼得出监牢》（Liberación de San Pedro），现在分别在伦敦国家美术馆和埃尔米塔日博物馆，下方，是牟利罗所绘的匈牙利圣伊丽莎白愈合mangy，以及佩德罗·罗尔丹的雕塑Santo Cristo de la Caridad。 
朝向祭台的顶部，是牟利罗未被盗走的另一幅怜悯系列画《五饼二鱼》（La multiplicación de los panes y los peces），底部是西门·皮内达的祭台画《圣若瑟》（San José），而圣克里斯托弗雕塑，是18世纪拉莫斯的作品。在祭台顶部是牟利罗的绘画，描绘童年的施洗约翰。